# Encino (Nouveau-Mexique)
Pour l’article homonyme, voir Encino (Los Angeles).
Encino est un village du Comté de Torrance au Nouveau-Mexique, au sud-est d'Albuquerque.
Sa population était de 82 habitants en 2010, et est estimée à 60 habitants en 2019.